# Moshe Zimmermann

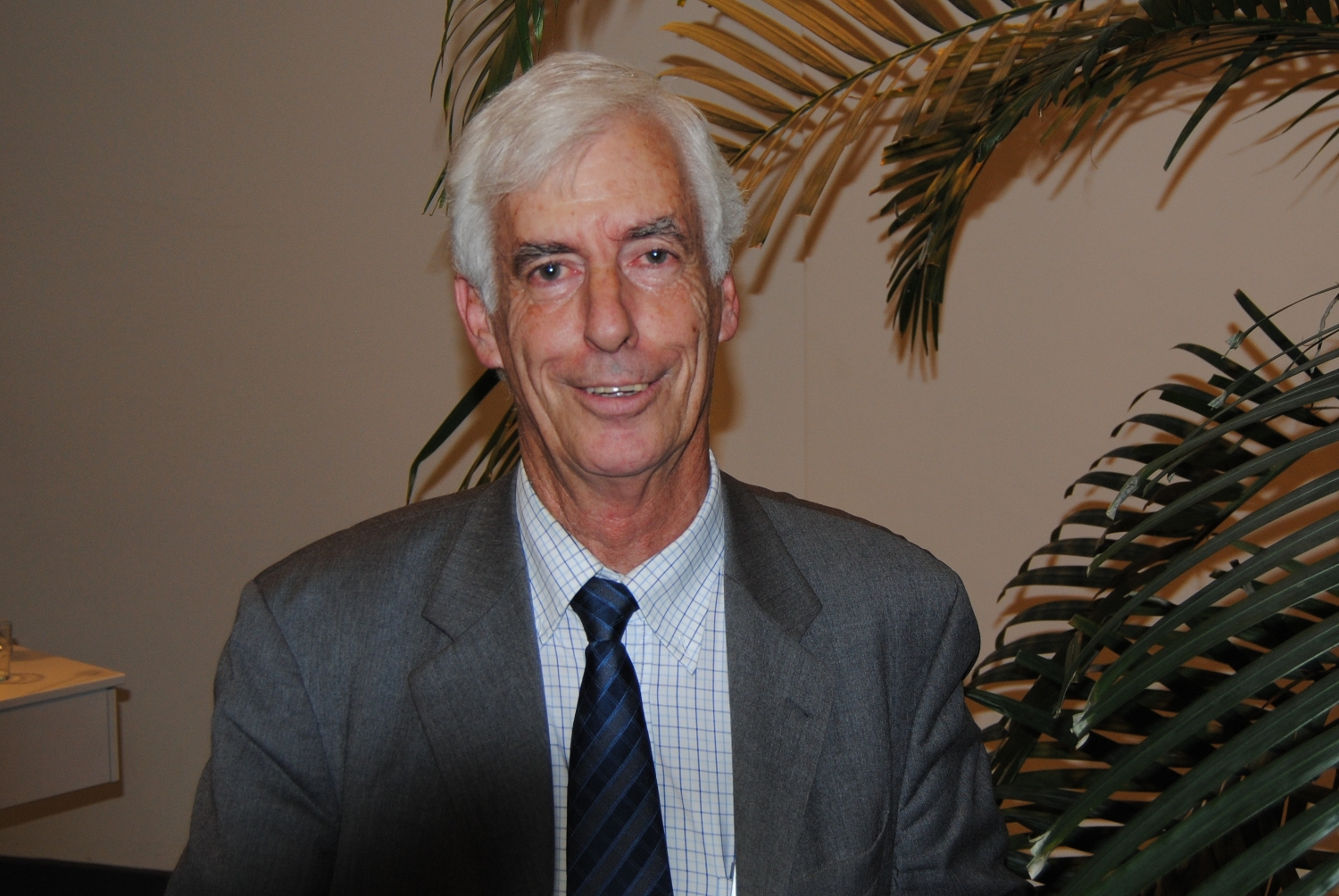
Moshe Zimmermann (2011)

Moshe Zimmermann (hebräisch מֹשֶׁה צִימֶּרְמָן Moscheh Zīmmerman; * 25. Dezember 1943 in Jerusalem) ist ein israelischer Historiker und Antisemitismusforscher. Er ist Professor emeritus für Neuere Geschichte an der Hebräischen Universität Jerusalem und war dort von 1986 bis 2012 Direktor des Richard-Koebner-Zentrums für Deutsche Geschichte. Er war mehrere Jahre Gastprofessor an deutschen Universitäten.

## Leben und Wirken
Moshe Zimmermanns Eltern waren Hamburger Juden. Die Familie seiner Mutter Hannah Heckscher stammte von Sefarden aus Portugal ab und hatte seit etwa 400 Jahren in Hamburg gelebt. 1937 flüchtete Hanna Heckscher aus Nazi-Deutschland und ging erst nach England, wohin ihr Bruder bereits geflohen war, und 1938 nach Palästina. Zimmermanns Vater Karl (später Akiva) Zimmermann war in Hamburg geboren; seine Familie stammte aus Osteuropa. Er besuchte ein jüdisches Lehrerseminar und unterrichtete an einer jüdischen Schule in Stuttgart. Er absolvierte eine Ausbildung als Tischler und emigrierte ebenfalls 1938 nach Palästina. Moshe Zimmermann war das erste Kind der Familie; er hatte zwei Schwestern und einen Bruder. Alle Kinder besuchten staatliche religiöse Schulen.
Der Vater Karl Zimmermann wurde Lehrer und Rektor der „zu geradezu ikonischer Bedeutung heranreifenden aufgeklärt-orthodoxen Jerusalemer Schule Maʿale.“ Auch Moshe Zimmermann besuchte diese Schule und erlangte das israelische Reifezeugnis Bagrut. Damit lernte Moshe genauso die Welt religiöser Juden kennen wie das „profane“ Wissen. Die Autoren der Festschrift zu Zimmermanns 60. Geburtstag (s. u.) sprechen ihm schon für die Zeit des Schulabschlusses „jüdische Gelehrsamkeit“ zu. Später wandte Zimmermann sich von den „Maßgaben der Gesetzesreligion“ ab. Er begann ein Studium der Geschichte bei dem Historiker Jacob Talmon an der Hebräischen Universität Jerusalem. Dieser machte ihn mit der überragenden Bedeutung der „Französischen Revolution und ihrer Verwerfungen“ bekannt. Bevorzugtes Arbeitsgebiet von Zimmermann wurde aber die deutsche Geschichte nach der französischen Revolution. Die deutsche Sprache, die ihm von seinen Eltern bewusst vorenthalten worden war, musste er für diese Arbeiten neu lernen. Als Stipendiat des DAAD hatte Zimmermann 1972 bis 1973 einen Forschungsaufenthalt am Institut für die Geschichte der deutschen Juden in Hamburg. Seine ebenfalls vorhandene Leidenschaft für den Fußball richtete sich seither auf den Hamburger SV.
Anfang 1977 wurde er mit einer von Jacob Talmon betreuten Arbeit über die Emanzipation der Juden in Hamburg in der Zeit von 1830 bis 1865, einer Zeit des aufkommenden deutschen Nationalismus, an der Hebräischen Universität promoviert. 1982 veröffentlichte er seine Biografie des Anarchisten und Antisemiten Wilhelm Marr. Von 1986 bis zu seiner Emeritierung 2012 bekleidete Zimmermann eine Professur für neuere Geschichte, insbesondere deutsche Geschichte, an der Hebräischen Universität Jerusalem. Außerdem war er Direktor des dortigen Richard-Koebner-Minerva-Zentrums für Deutsche Geschichte.
Seine Forschungsschwerpunkte sind die deutsche Sozialgeschichte des 18. bis 20. Jahrhunderts, die Geschichte der Juden in Deutschland, des Nationalismus, Antisemitismus, der deutsch-jüdischen und deutsch-israelischen Beziehungen sowie Film- und Sportgeschichte.
2005 wurde Zimmermann von Bundesaußenminister Joschka Fischer in die Unabhängige Historikerkommission – Auswärtiges Amt berufen, um die Geschichte des Amtes im Nationalsozialismus und den Umgang mit dieser Vergangenheit nach 1945 zu untersuchen.
Er lehrte als Gastprofessor in Jena, Halle, Heidelberg, Kassel (Franz-Rosenzweig-Gastprofessur), München und Princeton. Er veröffentlichte in Deutschland zahlreiche Aufsätze über deutsch-jüdische Geschichte, die deutsch-israelischen Beziehungen, über Erinnerungsarbeit und Holocaust sowie zum Thema Europa. Für seine Forschungen erhielt Zimmermann den Rudolf-Küstermeier-Preis der Israelisch-Deutschen Gesellschaft (1990), den Humboldt-Preis (1993), den Jakob- und Wilhelm-Grimm-Preis des DAAD (1997), den Dr.-Leopold-Lucas-Preis der Universität Tübingen (2002) sowie den Lessing-Preis für Kritik (2006).
2015 wurde er für den Dokumentarfilm Das lebenswichtige Bindeglied: Die Geschichte von Wilfrid Israel interviewt und gefilmt, in dem er darüber sprach, warum die Geschichte von Wilfrid Israel vergessen wurde.
Politisch steht Zimmermann der Politik von Ministerpräsident Benjamin Netanjahu kritisch gegenüber und kritisiert auch die „Vereinnahmung der Shoah“ für die gegenwärtige israelische Politik. Zimmermann befürwortet eine Zweistaatenlösung und wirft der Netanjahu-Regierung und auch westlichen Ländern vor, sich nicht ausreichend für einen Frieden zwischen Israel und den Palästinensern eingesetzt zu haben. Im August 2023 war Zimmermann einer der Unterzeichner der Petition „The Elephant in the Room“, die Israels Besetzung der Palästinensergebiete als ein Apartheid-Regime verurteilte. Mit seinem Buch Niemals Frieden? Israel am Scheideweg war Zimmermann 2024 für den Deutschen Sachbuchpreis nominiert. Das Buch wurde in der Rubrik Buch in der Debatte im Kulturmagazin Perlentaucher behandelt, indem unter Bezug auf ein Interview in der taz Positionen von Zimmermann reflektiert wurden. Demnach wertet Zimmermann die BDS-Bewegung nicht „per se als antisemitisch“. Die deutsche Staatsräson für Israel beurteilt er als eine „hohle Phrase“. Kritisch nimmt Zimmermann die postkoloniale Sicht auf den Nahostkonflikt in den Blick. Er versteht den Zionismus nicht als Kolonialbewegung, sondern sieht ihn national motiviert und in dem Anliegen von Juden begründet, sich als Nation zu konstituieren, was für ihn legitim ist. Auch erfolgte die Einwanderung nach Palästina laut Zimmermann nicht durch koloniale Bestrebungen europäischer Staaten, sondern aufgrund von Verfolgung und Vertreibung jüdischer Menschen in Europa. Aus diesen Gründen wertet er eine pauschale postkoloniale Sicht auf den Zionismus im Nahen Osten als mindestens undifferenziert und letztlich auch unfair. Im Gegensatz dazu sieht Zimmermann die postkoloniale Einordnung der Siedlungsbewegung im Westjordanland ab 1967 als begründet an.

## Schriften

### Monographien
- Hamburgischer Patriotismus und deutscher Nationalismus. Die Emanzipation der Juden in Hamburg 1830–1865 (= Hamburger Beiträge zur Geschichte der deutschen Juden, Bd. 6). Christians, Hamburg 1979, ISBN 3-7672-0557-2. Umgearbeitete Version von Zimmermanns 1977 in hebräischer Sprache verfasster und von der Geisteswissenschaftlichen Fakultät der Universität Jerusalem angenommenen Dissertation.
- Wilhelm Marr – The Patriarch of Antisemitism. Übersetzung aus dem Hebräischen, zuerst hebräisch 1982. Oxford University Press, New York 1986, ISBN 0-19-504005-8
- Wende in Israel. Zwischen Nation und Religion (= Aufbau-Taschenbücher. 8501). Aufbau-Taschenbuch-Verlag, Berlin 1996, ISBN 3-7466-8501-X.
- Die deutschen Juden 1914–1945 (= Enzyklopädie deutscher Geschichte. 43). Oldenbourg, München 1997, ISBN 3-486-55082-9.
- Goliaths Falle. Israelis und Palästinenser im Würgegriff (= Aufbau-Taschenbücher. 8101). Aufbau-Taschenbuch-Verlag, Berlin 2004, ISBN 3-7466-8101-4.
- Deutsch-jüdische Vergangenheit. Der Judenhaß als Herausforderung. Schöningh, Paderborn u. a. 2005, ISBN 3-506-70120-7.
- Deutsche gegen Deutsche. Das Schicksal der Juden 1938–1945. Aufbau, Berlin 2008, ISBN 978-3-351-02670-7.
- Die Angst vor dem Frieden. Das israelische Dilemma. Aufbau, Berlin 2010, ISBN 978-3-351-02717-9.
- Vom Rhein an den Jordan. Die deutschen Quellen Israels (= Jena Center Geschichte des 20. Jahrhunderts, Vorträge und Kolloquien. 18). Wallstein, Göttingen 2016, ISBN 978-3-8353-1711-6.
- mit Moshe Zuckermann: Denk ich an Deutschland... Ein Dialog in Israel. Westend, Frankfurt am Main 2023, ISBN 978-3-86489-402-2.
- Niemals Frieden? Israel am Scheideweg. Ullstein, München 2024, ISBN 978-3-54910-083-7.

### Herausgeberschaften
- mit Eckart Conze, Norbert Frei und Peter Hayes: Das Amt und die Vergangenheit. Deutsche Diplomaten im Dritten Reich und in der Bundesrepublik. Blessing, München 2010, ISBN 978-3-89667-430-2.
- mit Wulf D. Hund und Christian Koller: Racisms made in Germany (= Yearbook Racism Analysis. Bd. 2). Lit, Wien u. a. 2011, ISBN 978-3-643-90125-5.
- mit Michael Nagel: Judenfeindschaft und Antisemitismus in der deutschen Presse über fünf Jahrhunderte. Erscheinungsformen, Rezeption, Debatte und Gegenwehr. = Five hundred years of Jew-hatred and anti-Semitism in the German press. Manifestations and reactions (= Presse und Geschichte. Neue Beiträge. 73–74 = Die jüdische Presse. Kommunikationsgeschichte im europäischen Raum. 14–15). 2 Bände. Edition Lumière, Bremen 2013, ISBN 978-3-943245-10-3 (Bd. 1) und ISBN 978-3-943245-11-0 (Bd. 2).